# 豐田皇冠馬傑斯塔
豐田皇冠馬傑斯塔（日语：トヨタ・クラウンマジェスタ）是由豐田基于丰田皇冠开发的大型豪华车，1991年－2018年间生产。
在中国大陆市场，皇冠马杰斯塔的第四代（S180）和第五代（S200）衍生出了由红旗生产的盛世HQ300/HQ430以及红旗H7两款车型。

历史型号
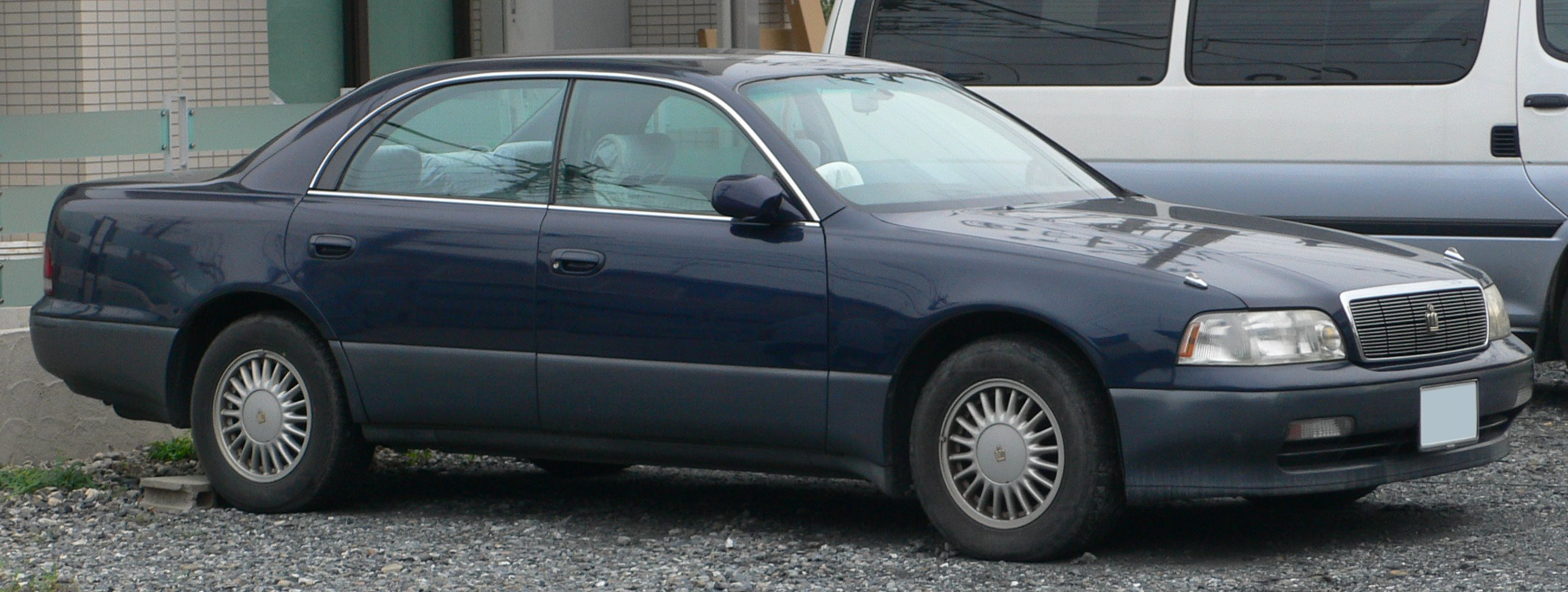
第1代车型（代号S140，1991年10月-1995年8月）
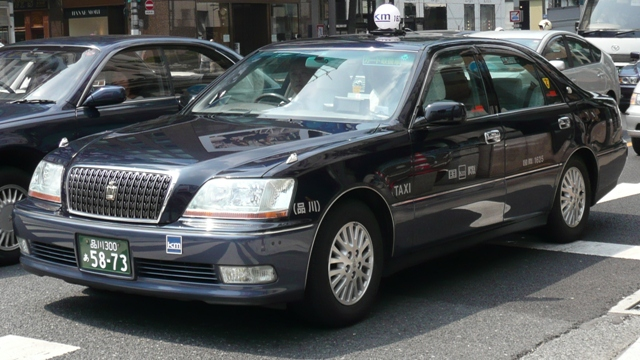
第3代车型（代号S170，1999年9月-2004年7月）
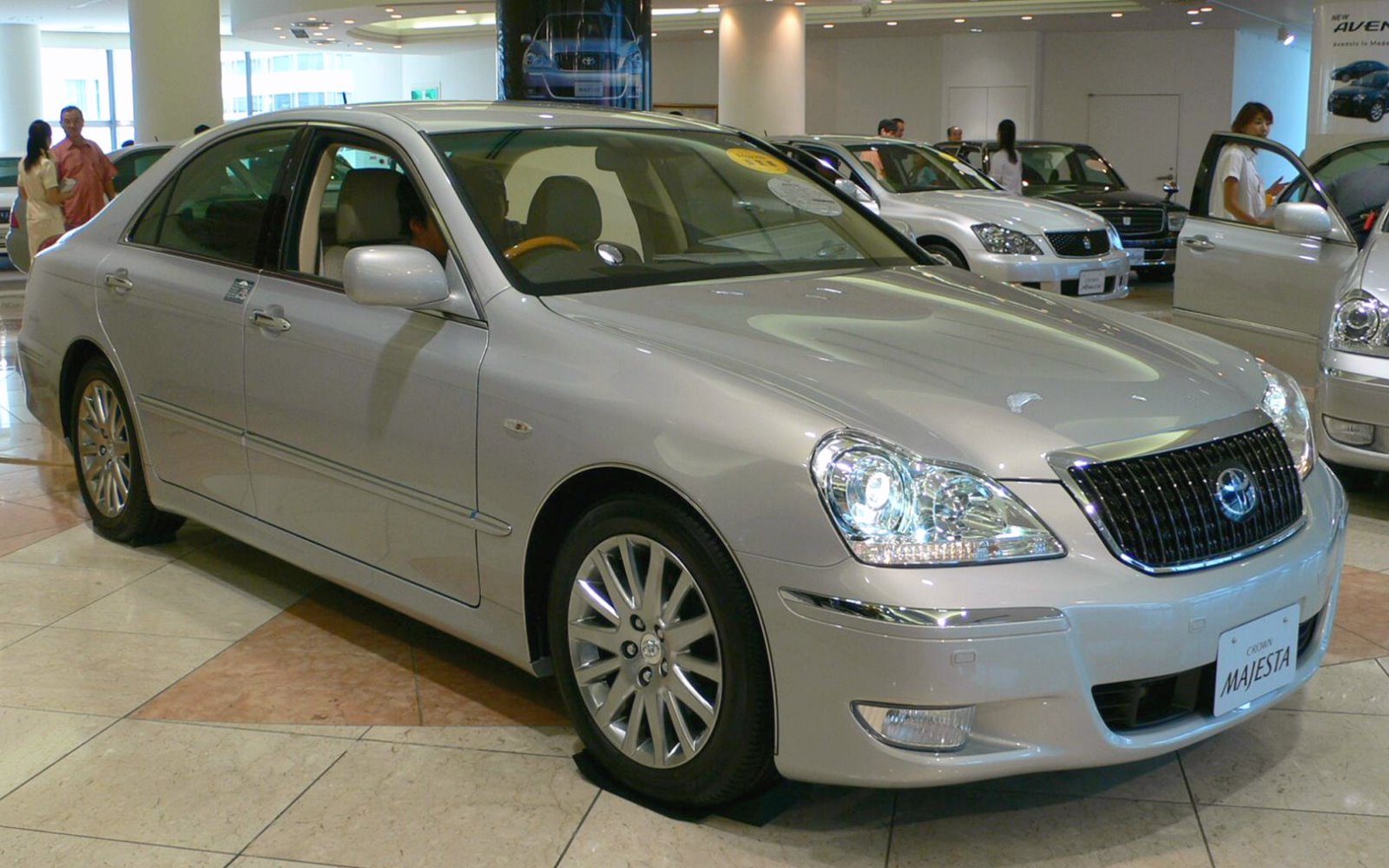
第4代车型（代号S180，2004年7月-2009年3月）
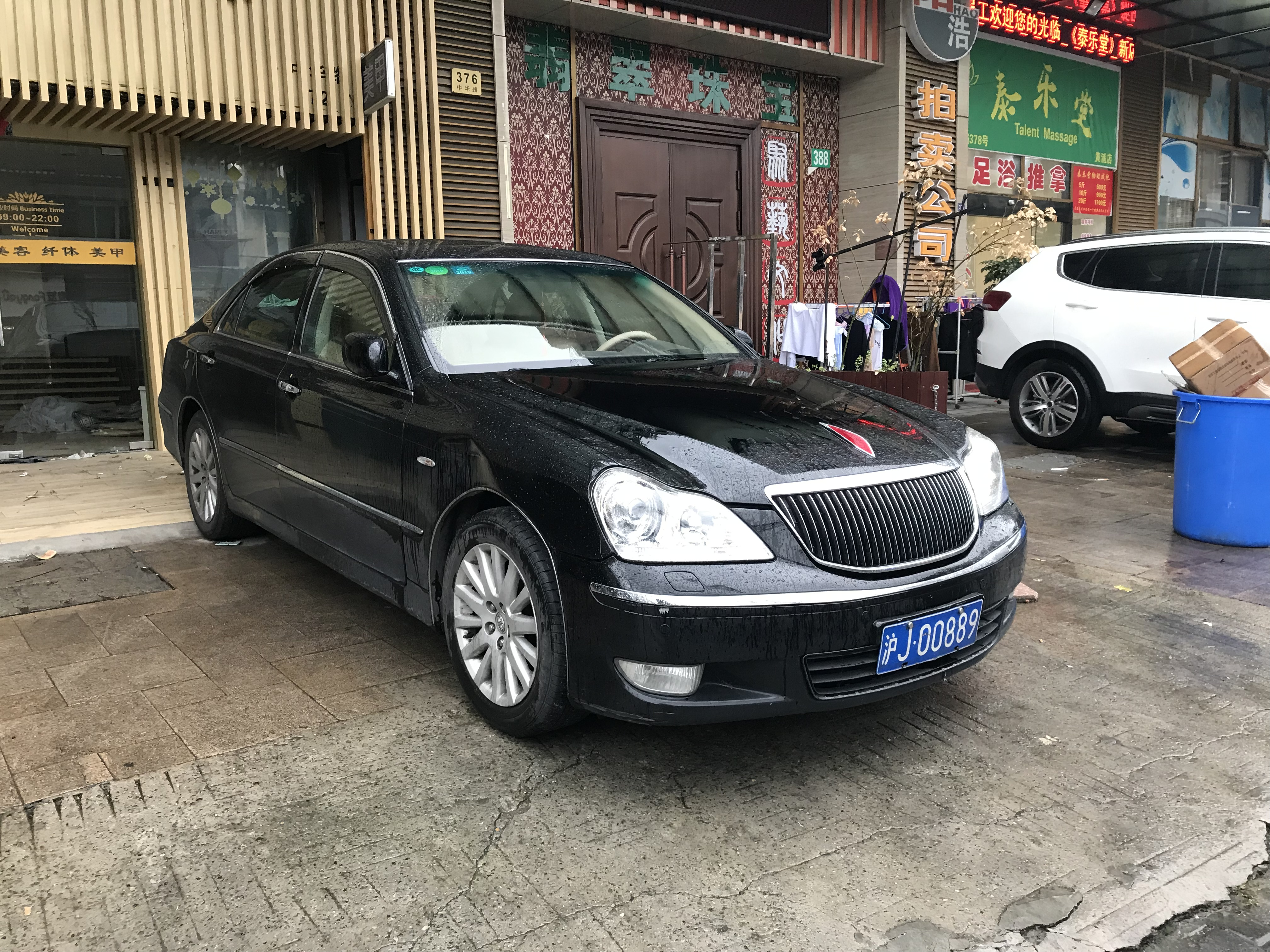
基于第4代车型开发的红旗盛世HQ300/430（2006年-2011年，前部）
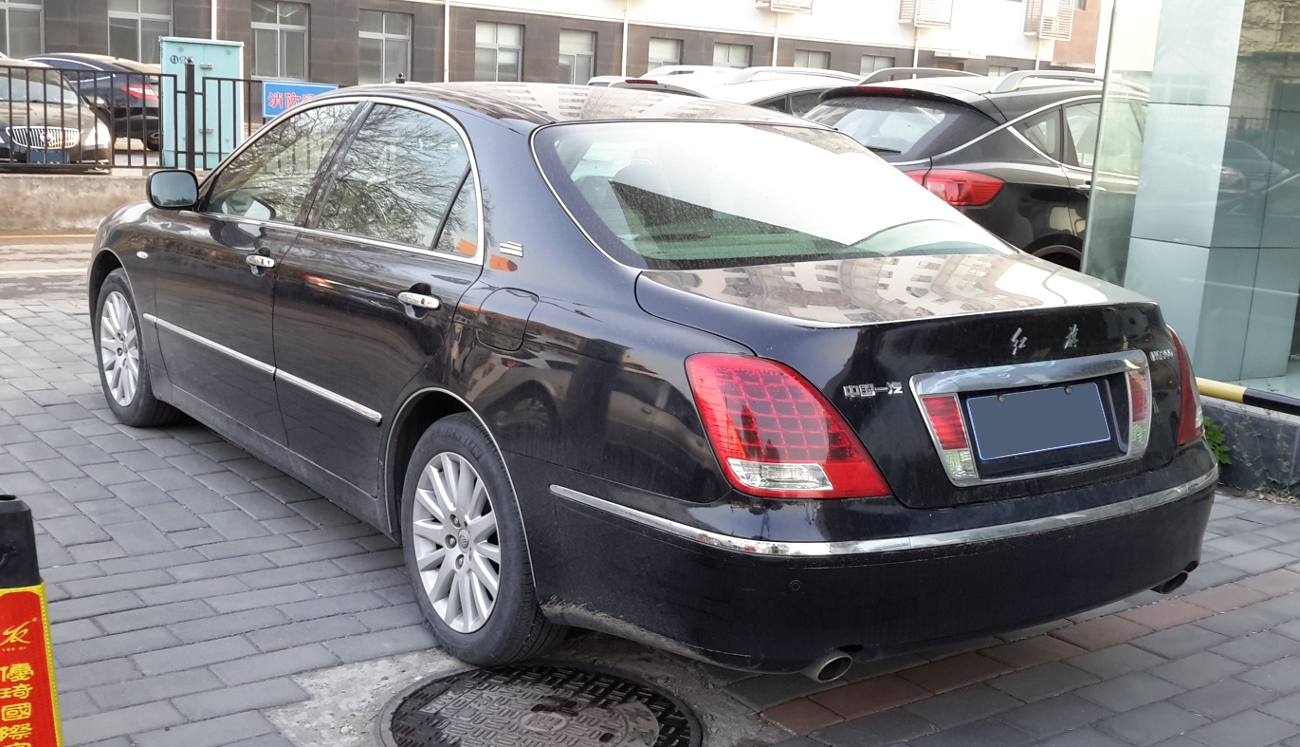
基于第4代车型开发的红旗盛世HQ300/430（2006年-2011年，后部）
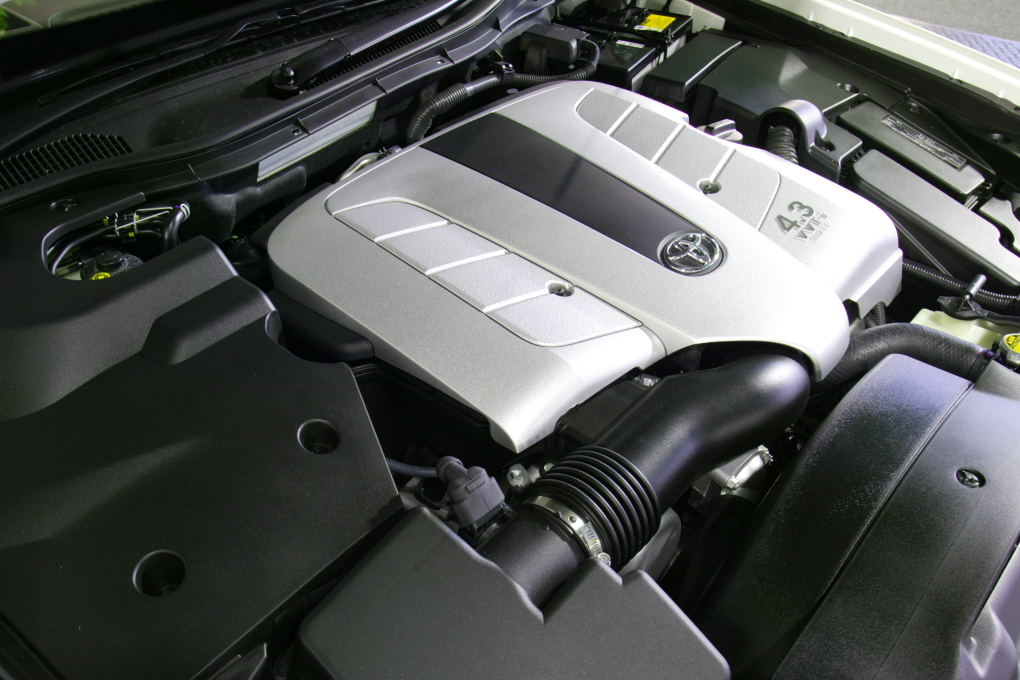
第4代-第5代车型搭载的4.3升V8引擎（代号3UZ-FE）
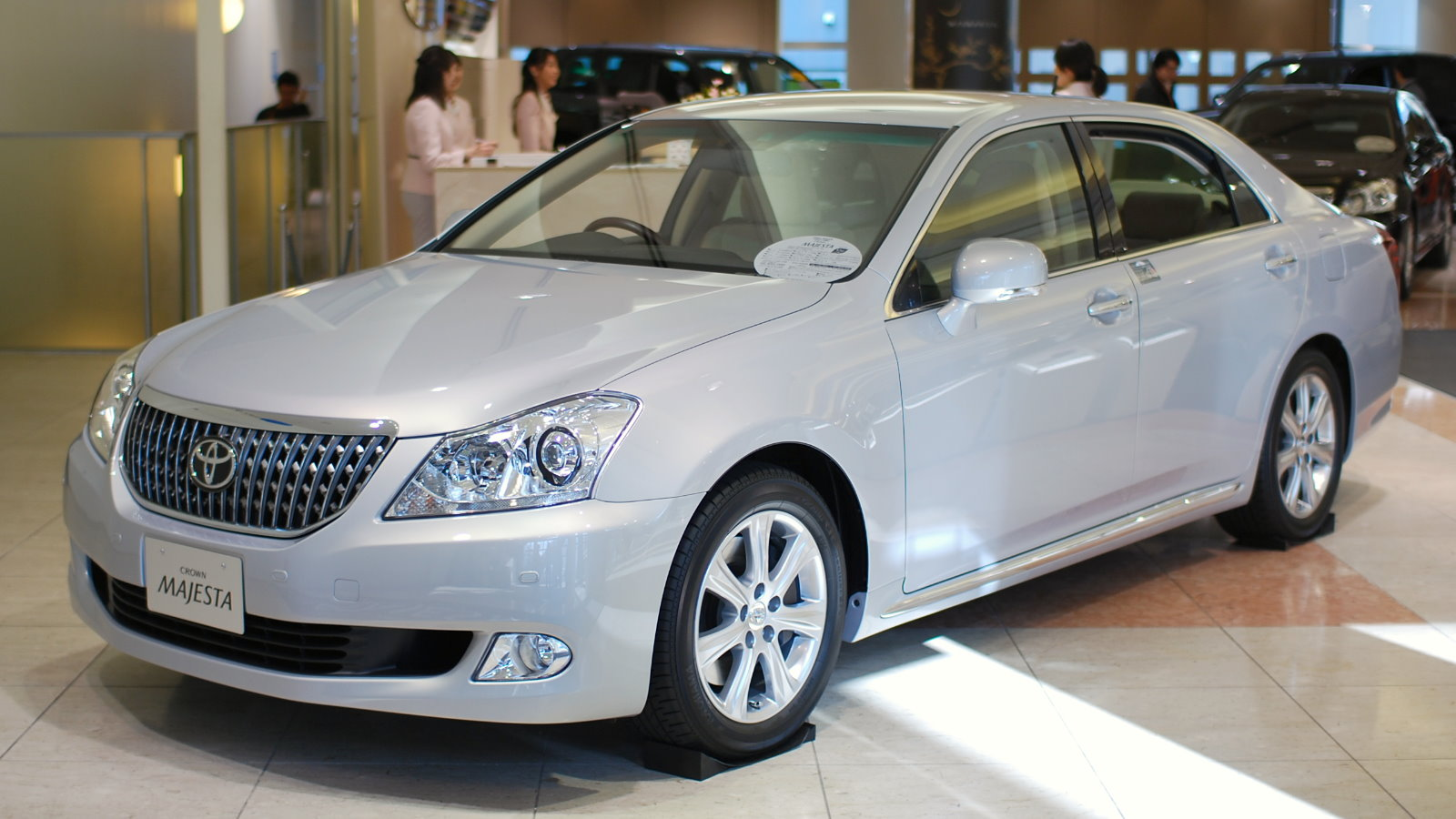
第5代车型（代号S200，2009年3月-2013年9月）
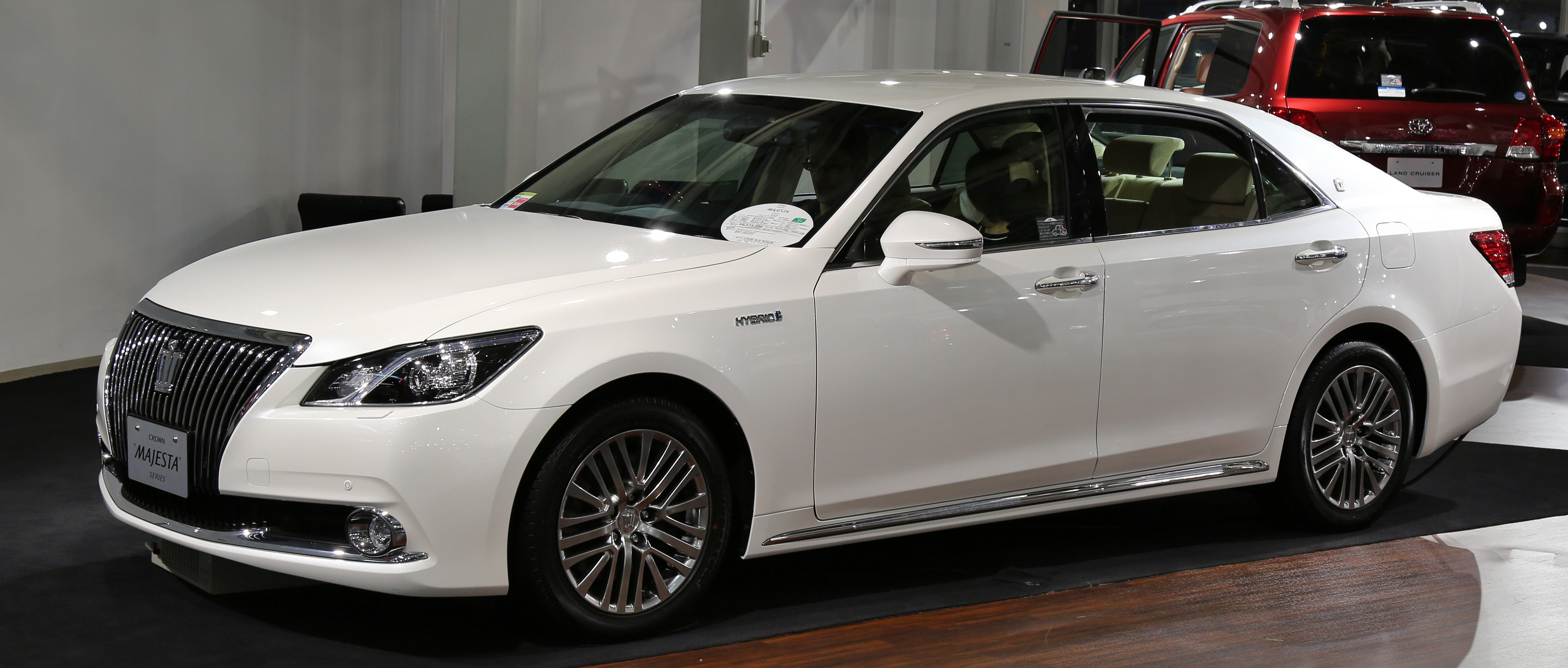
第6代车型（代号S210，2013年9月-2018年4月）

## 外部連結
- 丰田皇冠Majesta网站（日文）